# Nettlecombe (Wight)
Nettlecombe – osada w Anglii, na wyspie Wight. Leży 12 km na południe od miasta Newport i 128 km na południowy zachód od Londynu.